# ダイニングキッチン
ダイニングキッチン（dining kitchen）は、台所（kitchen）と食堂（dining room）の機能を1室に併存させた部屋のことで、和製英語である。略称は「DK」。

## 概要
1951年に建設省が定める「公営住宅標準設計」の規格51C型において、台所を広めに作って食事室と兼用とし、居室2つ（6畳、4畳半）を配する間取りが確立された。51C型とは、1951年に考えられた標準設計の51A、51B、51Cの中で最も小規模な間取り（約12坪）である。
当時、小住宅の間取りに関し、西山卯三の住宅研究の成果に基づき、人間らしい暮らしのため食事の場所と寝る場所は分けるべきであり（食寝分離）、またプライバシーの観点から夫婦と子どもの寝室は分けるべきである（就寝分離）、という2つの原則が提唱されていた。しかし、51C型に与えられた面積で、この両原則を満たすことは容易ではなかった。
標準設計の検討委員会メンバーだった吉武泰水の研究室で大学院生だった鈴木成文は、この間取りに関し、食事室兼用の台所（後にダイニングキッチン）を設け、寝室とは明確に区別された食事の場所を確保するというアイデアを出した。これを基礎に、食事室兼台所と2つの和室（就寝室）を有す51C型がまとめられた。
1955年に設立された日本住宅公団の標準設計（2DK55型）でも、狭い中で食寝分離と就寝分離を実現することが目ざされた。結果的に、51C型の食事室兼台所（4畳半）を6畳と広くして、テーブルを置くというダイニングキッチンを持つDK型の間取りが生み出された。従来の一般の庶民住宅では、畳敷きの茶の間でちゃぶ台を囲んで家族が食事をしていた。それに比べ、テーブル式の団地のダイニングキッチンはモダンな生活の象徴と受け止められ、都市に流入して団地に居住する、現地と縁が薄い都市部の「核家族」（団地族）の象徴的な存在となった。
こうして、もともと調理のスペースと食事のスペースを兼用とし、住宅の面積を節約するための苦肉の策であったダイニングキッチンが、生活革新をイメージさせる存在となった。その後、DK型の間取りは公団住宅だけのものではなくなり、公営住宅、民間のマンション、戸建て住宅などにも採用されるようになり、広く一般に普及した。

### 間取りの単位
ダイニングキッチンの略称である「DK」は、住宅（住戸）の間取りを表す際の単位として（日本で）一般的に使われている。「LDK」「K」も同様である。
- 例：2DK=DKに加えて2つの居室、2LDK=LDKに加えて2つの居室、2K=台所（kitchen）に加えて2つの居室、をそれぞれ示す。

## リビング・ダイニング・キッチン (LDK)
さらに生活水準の向上とともに、ダイニングキッチンよりもゆとりのある広さの部屋として、リビング・ダイニング・キッチン（略称「LDK」）が作られるようになった。居間・台所・食堂の機能を1室に併存させた部屋である。
日経流通新聞は1976年の「第五回消費者調査」でLDK志向の人をLDK文化族と名付け「新しい暮らし方、生きざまを開発する創造者」であると評価し、翌1977年の雑誌『月刊消費者』では商品科学研究所（後のセゾン総合研究所）事務局長の紅林宏和が「LDKの居住形態は、狭さゆえの鬼っ子」であると評価した。

## 不動産取引における表示
不動産業界では「不動産の表示に関する公正競争規約」（公正取引委員会告示）に則った用語を使わなければならない。
ダイニング・キッチンは同規約第18条1項3号により「台所と食堂の機能が1室に併存している部屋をいい、住宅（マンションにあっては、住戸。次号において同じ。）の居室（寝室）数に応じ、その用途に従って使用するために必要な広さ、形状及び機能を有するもの」と定義されている。
リビング・ダイニング・キッチンについては、同規約18条1項4号により「居間と台所と食堂の機能が1室に併存する部屋をいい、住宅の居室（寝室）数に応じ、その用途に従って使用するために必要な広さ、形状及び機能を有するもの」と定義されている。
なお、従来は広さに関する明確な定義がなかったが、不動産公正取引協議会連合会では、2011年11月11日に次のように指導基準（最低限の目安）を定めた。
| 居室（寝室）数 | DK      | LDK      |
| -------------- | ------- | -------- |
| 1室            | 4.5畳   | 8畳      |
| 2室以上        | 6畳以上 | 10畳以上 |